# 矢風 (標的艦)

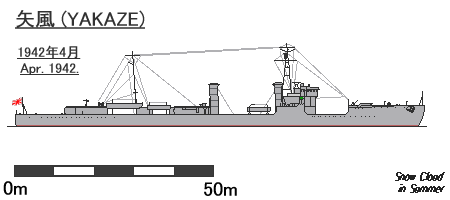
標的艦に改造後の「矢風」艦型図

矢風（やかぜ）は、日本海軍の標的艦。竣工時は峯風型駆逐艦の6番艦。戦後解体。艦名は矢が飛んでいるときに生じる風のこと。

## 艦歴

### 駆逐艦として
峯風型駆逐艦として1920年（大正9年）7月19日三菱長崎造船所で竣工。横須賀鎮守府籍。1931年（昭和6年）に所属の第2駆逐隊は第一航空戦隊（鳳翔、加賀）に編入され、翌年の第一次上海事変に参加する。1937年（昭和12年）以降は駆逐艦籍のまま兵装の一部を撤去し「摂津」の無線操縦艦として用いられた。
1940年（昭和15年）10月11日、横浜港沖で行われた紀元二千六百年特別観艦式に摂津とともに参加。矢風は第一列の末尾に、摂津は第二列に配置された。

### 標的艦として
太平洋戦争が始まり標的艦が「摂津」1艦では足らなくなった。また元戦艦の「摂津」は18ノットと低速で運動能力も低かったため「矢風」も爆撃標的艦に改装することとなった。改装内容は兵装を全廃して、上部構造物を金網で覆う等の対爆弾防御を施した。速力は24ノット発揮できたが、元が駆逐艦のため1kg演習弾に耐える程度の簡単な防御しか施せなかった。このときの改造では無線操縦装置はそのまま残されたが、これは1944年10月に撤去された。
1942年（昭和17年）3月から5月にかけて改造し、7月20日に特務艦に編入され標的艦に類別される。
「矢風」は8月31日から9月27日までルオットで第四空襲部隊の雷撃訓練に協力した。次はタロアで一空の爆撃訓練に協力することになっていたが、機動部隊よりその爆撃訓練への協力要請があったようで、10月2日にトラックに着き、機動部隊の爆撃訓練に協力した。それが終わると「矢風」は10月9日にトラックを離れて10月13日にタロアに着き、翌日から10月23日まで一空の爆撃訓練に協力した。
1943年（昭和18年）3月6日、船団護衛中カビエン南方で第34号哨戒艇と衝突して艦首を失ったため、4月12日から5月22日にかけて呉海軍工廠で修理を行った際に簡易型艦首とした。一方、第34号哨戒艇はこの事故で船体が分断され、前部が沈没、後部が大破し、曳船の曳航でトラックに入港した。修理中の6月1日、古賀峯一連合艦隊長官より第一基地航空部隊（第十一航空艦隊）編入と7月のマーシャル方面部隊訓練、8月ラバウル方面部隊訓練に従事するよう下令される。
6月艦長となった櫻庭は、「矢風」には砲が搭載されていなかったことから潜水艦対策として木造の偽砲を作らせ、全甲板と後甲板に配置した。
「矢風」は6月10日に呉を出発し、途中まで「摩耶丸」「あきつ丸」「凌水丸」を護衛したのち、6月18日にルオットに到着。以後、サイパンやギルバート方面で訓練に従事した。
8月13日、サイパンを出港し輸送船「五洲丸」を護衛してサイパン入港。8月31日、サイパン出港。途中で輸送船「富士山丸」、「東亜丸」、給油艦「鶴見」、駆逐艦「玉波」と合流し9月2日にトラック到着。同地で機動部隊の訓練標的を務めた。9月12日、訓練中に「翔鶴」の戦闘機1機が「矢風」の前檣に衝突し搭乗員が死亡するという事故が発生した。9月20日、機動部隊に編入。10月18日、輸送船「東亜丸」を護衛してエニウェトクへ向け出港。10月21日、エニウェトク到着。10月30日、トラックに戻った。同日、機動部隊から除かれ連合艦隊附属となり、油槽船「寶洋丸」と「玄洋丸」のトラックからシンガポールまでの護衛が命じられた。11月5日、トラック出港。
1月6日、船団はアメリカ潜水艦「ハダック」の襲撃を受けた。砲撃を受けていたさなかに「矢風」は12ノットで「玄洋丸」の右舷後部に衝突し、艦首が折れ曲がった。続いて「宝洋丸」が被雷し、「矢風」でも雷跡を認めたが、それは「矢風」の艦底を通過した。「矢風」は爆雷攻撃を行うとともに「宝洋丸」乗員を収容。その後、現場に到着した軽巡洋艦「長良」に「宝洋丸」乗員を移し、輸送船「金城丸」に伴われてトラックへと向かった。11月7日トラック到着。同地で修理を行った。
1944年2月7日、トラック発の船団を護衛して内地へ向かい、2月27日に呉に入港した。その後は北海道方面など内地で爆撃訓練に従事した。
1945年（昭和20年）7月18日 横須賀港小海に係留中に敵艦載機の攻撃を受ける（横須賀空襲）。隣の艦が直撃弾を受けた際に爆風や破片により損傷し、すぐに修理されたがそのまま終戦を迎えた。9月15日除籍。
戦後は長浦湾に係留されていたが浸水により着底。1948年（昭和23年）7月から9月にかけて解体された。

## 歴代艦長
※脚注無き限り『艦長たちの軍艦史』224-225頁による。

### 艤装員長
1. （心得）山田松次郎 少佐：1920年3月1日[33] - 1920年6月19日[34]
2. （兼・心得）山田松次郎 少佐：1920年6月19日[34] -

### 駆逐艦長/特務艦長
1. （心得）山田松次郎 少佐：1920年6月19日[34] - 1920年12月1日[35]
2. （心得）植松練磨 少佐：1920年12月1日 - 1921年12月1日
3. 植松練磨 中佐：1921年12月1日 - 1922年12月1日
4. （心得）石川哲四郎 少佐：1922年12月1日 - 1923年12月1日
5. 石川哲四郎 中佐：1923年12月1日 - 1924年2月5日
6. （心得）保村禎一 少佐：1924年2月5日[36] - 1924年12月1日
7. 若木元次 少佐：1924年12月1日 - 1925年12月1日
8. 鈴木清 中佐：1925年12月1日 - 1926年10月15日
9. 難波正 少佐：1926年10月15日 - 1927年12月1日
10. 古瀬倉蔵 少佐：1927年12月 1日 - 1929年11月30日[37] ＊1929年4月10日より予備艦。
11. 田原吉興 少佐：1929年11月30日[38] - 1931年10月31日[39]
12. 牟田口格郎 少佐：1931年10月31日 - 1934年11月1日
13. 吉田義行 少佐：1934年11月1日 - 1935年12月11日[40] ＊1935年7月18日より予備艦
14. 白石長義 少佐：1935年12月11日[40] - 1936年6月15日[41]
15. 亀山峯五郎 中佐：1936年6月15日 - 1937年3月1日[42]
16. 高尾儀六 中佐：1937年3月1日 - 1937年11月15日[43]
17. （兼）海東啓六 少佐/中佐：1937年11月15日[43] - 1937年12月1日[44] （本職：攝津副長）
18. 久保田智 中佐：1937年12月1日 - 1938年4月15日[45]
19. 白石長義 少佐/中佐：1938年4月15日 - 1938年11月25日[46]
20. 藤田勇 少佐：1938年11月25日 - 1939年11月15日[47]
21. （兼）大河原肇 少佐：1939年11月15日[47] - 1939年12月1日[48] （本職：敷波駆逐艦長）
22. 岩上次一 少佐：1939年12月1日 - 1940年1月25日[49]
23. 菅原六郎 少佐：1940年1月25日 - 1940年11月15日[50]
24. 高塚實 少佐：1940年11月15日 - 1941年7月25日[51]
25. 橋本正雄 少佐：1941年7月25日 -
26. 土橋豪實 中佐：1942年6月27日 -
27. 青野重郎 大尉/少佐：1942年7月10日 - 特務艦長 1942年7月20日[52] - 1943年6月7日[53]
28. 櫻庭久右衛門 少佐：1943年6月7日 -
29. 自見仁一 少佐：1943年12月15日 - 1944年7月15日[54]
30. 石森重郎 大尉/少佐：就任年月日不明[注釈 2] - 1945年6月15日[55]
31. 丹羽正行 大尉：1945年6月15日 -